# Morti nel 1979/Giugno
| Questa pagina contiene informazioni ricavate automaticamente dalle voci biografiche con l'ausilio del template Bio e di un bot. L'aggiornamento è periodico e automatico e ricostruisce completamente la pagina. Se manca una persona in questa lista, sei pregato di non aggiungerla, ma accertati piuttosto che la sua voce biografica contenga il template Bio e che i dati anagrafici siano correttamente compilati. Se il template Bio manca, inseriscilo tu stesso o, in alternativa, metti l'avviso {{tmp\|Bio}} che ne segnala la mancanza. Se i dati riportati sono sbagliati, correggi direttamente la voce biografica; le modifiche saranno visibili in questa lista entro pochi giorni. Per chiarimenti vedi il progetto biografie. La lista contiene solo le 94 persone che sono citate nell'enciclopedia e per le quali è stato implementato correttamente il template Bio. Pagina aggiornata al 3 mar 2024. |

- 1º giugno - John Barry, scenografo britannico (n. 1935)
- 1º giugno - Bruto Brivonesi, ammiraglio italiano (n. 1888)
- 1º giugno - Werner Forssmann, medico tedesco (n. 1904)
- 1º giugno - Giuseppe Antonio Giancane, politico italiano (n. 1911)
- 1º giugno - Ján Kadár, regista slovacco (n. 1918)
- 1º giugno - Jack Mulhall, attore statunitense (n. 1887)
- 1º giugno - Eric Partridge, lessicografo neozelandese (n. 1894)
- 2 giugno - Robert Carson, attore canadese (n. 1909)
- 2 giugno - Jim Hutton, attore statunitense (n. 1934)
- 2 giugno - Sokrátis Karantinós, regista, critico teatrale e attore greco (n. 1906)
- 2 giugno - Bernard Ouchard, archettaio francese (n. 1925)
- 3 giugno - Gladys del Estal, attivista venezuelana (n. 1956)
- 3 giugno - Gino Meneghel, medico, scrittore e partigiano italiano (n. 1909)
- 3 giugno - Arno Schmidt, scrittore e traduttore tedesco (n. 1914)
- 4 giugno - Sigrid Fick, tennista finlandese (n. 1887)
- 4 giugno - Herman Shumlin, regista statunitense (n. 1898)
- 4 giugno - Riccardo Tornabuoni, calciatore italiano (n. 1903)
- 5 giugno - Benigno Di Tullio, psichiatra e antropologo italiano (n. 1896)
- 5 giugno - Heinz Erhardt, attore, cabarettista e compositore tedesco (n. 1909)
- 5 giugno - Giovanni Farina, politico italiano (n. 1892)
- 5 giugno - Alvaro Gasparini, allenatore di calcio e calciatore italiano (n. 1938)
- 6 giugno - André Beaudin, pittore e scultore francese (n. 1895)
- 6 giugno - Jack Haley, attore statunitense (n. 1898)
- 7 giugno - Giuseppe Berti, politico italiano (n. 1899)
- 7 giugno - Enrico Mara, ciclista su strada italiano (n. 1912)
- 7 giugno - Modesto Valle, calciatore italiano (n. 1893)
- 7 giugno - Asa Earl Carter, scrittore e attivista statunitense (n. 1925)
- 8 giugno - Norman Hartnell, stilista inglese (n. 1901)
- 8 giugno - Engelbert Bösch, calciatore svizzero (n. 1912)
- 8 giugno - Reinhard Gehlen, generale tedesco (n. 1902)
- 8 giugno - Magnar Isaksen, calciatore norvegese (n. 1910)
- 9 giugno - Romolo Lazzaretti, ciclista su strada italiano (n. 1896)
- 9 giugno - Cyclone Taylor, hockeista su ghiaccio canadese (n. 1884)
- 10 giugno - Leo Bruce, scrittore britannico (n. 1903)
- 10 giugno - Salvatore Foderaro, giurista e politico italiano (n. 1908)
- 10 giugno - Giuseppe Vasco Vian, scultore e pittore italiano (n. 1895)
- 11 giugno - Gianfranco Campestrini, pittore italiano (n. 1901)
- 11 giugno - Guido De Unterrichter, politico italiano (n. 1903)
- 11 giugno - Escodamè, artista italiano (n. 1905)
- 11 giugno - Loren Murchison, velocista statunitense (n. 1898)
- 11 giugno - Charles Riddy, canottiere canadese (n. 1885)
- 11 giugno - John Wayne, attore statunitense (n. 1907)
- 12 giugno - Alekos Apostolidīs, cestista greco
- 12 giugno - Giuseppe Capra, calciatore italiano (n. 1902)
- 12 giugno - Juan Castro, calciatore argentino (n. 1934)
- 12 giugno - Constant Joacim, calciatore belga (n. 1908)
- 12 giugno - Ernesto Lomasti, alpinista italiano (n. 1959)
- 12 giugno - Angelo Lualdi, scultore italiano (n. 1881)
- 12 giugno - Ferenc Nagy, politico ungherese (n. 1903)
- 13 giugno - Darla Hood, attrice statunitense (n. 1931)
- 13 giugno - Demetrio Stratos, cantante, polistrumentista e musicologo greco (n. 1945)
- 14 giugno - Igor' Zacharovič Bondarevskij, scacchista sovietico (n. 1913)
- 14 giugno - David Butler, regista, attore e produttore cinematografico statunitense (n. 1894)
- 14 giugno - Aleksandr Aleksandrovič Morozov, generale e ingegnere sovietico (n. 1904)
- 14 giugno - Sun Jing, regista, attore e sceneggiatore cinese (n. 1912)
- 15 giugno - Juan Arremón, calciatore uruguaiano (n. 1899)
- 15 giugno - Laurie Bird, attrice statunitense (n. 1952)
- 15 giugno - Guglielmo Borgo, calciatore e allenatore di calcio italiano (n. 1906)
- 15 giugno - Giovanni De Prà, calciatore italiano (n. 1900)
- 15 giugno - Werner Kaegi, storico svizzero (n. 1901)
- 15 giugno - Teruo Nakamura, militare giapponese (n. 1919)
- 16 giugno - Ignatius Kutu Acheamphong, politico e generale ghanese (n. 1931)
- 16 giugno - Akwasi Afrifa, politico e generale ghanese (n. 1936)
- 16 giugno - Eldo Cavalleri, calciatore italiano (n. 1906)
- 16 giugno - Nicholas Ray, regista e sceneggiatore statunitense (n. 1911)
- 17 giugno - Nando Coletti, pittore, incisore e litografo italiano (n. 1907)
- 17 giugno - Alessandro Costantinides, pianista italiano (n. 1898)
- 17 giugno - Tesourinha, calciatore brasiliano (n. 1921)
- 18 giugno - Henry Vollam Morton, giornalista e scrittore britannico (n. 1892)
- 19 giugno - Nick Grinde, regista e sceneggiatore statunitense (n. 1893)
- 21 giugno - Angus MacLise, musicista e poeta statunitense (n. 1938)
- 21 giugno - Dino Terragni, imprenditore e inventore italiano (n. 1927)
- 22 giugno - Louis Chiron, pilota automobilistico monegasco (n. 1899)
- 22 giugno - Wiard Ihnen, scenografo statunitense (n. 1897)
- 23 giugno - Domenico Nardini, fotografo italiano (n. 1895)
- 24 giugno - István Örkény, scrittore ungherese (n. 1912)
- 24 giugno - Lessing J. Rosenwald, imprenditore, collezionista d'arte e filantropo statunitense (n. 1891)
- 24 giugno - Guglielmo Sandri, militare e fotografo italiano (n. 1905)
- 25 giugno - Dave Fleischer, animatore, produttore cinematografico e regista statunitense (n. 1894)
- 25 giugno - Alexander Key, scrittore statunitense (n. 1904)
- 25 giugno - Ferruccio Scaglia, direttore d'orchestra italiano (n. 1921)
- 25 giugno - William O. Steele, scrittore statunitense (n. 1917)
- 26 giugno - Afrânio da Costa, tiratore a segno brasiliano (n. 1892)
- 26 giugno - Fred Akuffo, politico e generale ghanese (n. 1937)
- 26 giugno - Robert Kotei, politico, generale e altista ghanese (n. 1935)
- 28 giugno - Paul Dessau, direttore d'orchestra tedesco (n. 1894)
- 29 giugno - Lowell George, chitarrista statunitense (n. 1945)
- 29 giugno - Vilho Niittymaa, discobolo, martellista e pesista finlandese (n. 1896)
- 29 giugno - Francis Wilfred de Guingand, generale britannico (n. 1900)
- 29 giugno - Blas de Otero, poeta spagnolo (n. 1916)
- 30 giugno - Lorenzo Bellafontana, liutaio italiano (n. 1906)
- 30 giugno - William Birrell Franke, politico statunitense (n. 1894)
- 30 giugno - Carl Hubbs, naturalista statunitense (n. 1894)
- 30 giugno - Chris Taylor, wrestler e lottatore statunitense (n. 1950)